# Adolf Katzenellenbogen
Adolf Katzenellenbogen (geboren am 19. August 1901 in Frankfurt am Main; gestorben am 30. September 1964 in Baltimore) war ein deutschamerikanischer Kunsthistoriker.

## Leben
Adolf Edmund Max Katzenellenbogen war ein Sohn des Bankdirektors Albert Katzenellenbogen (1863–1942) und der Cornelia Josephine Doctor (1870–1941). Er hatte zwei Schwestern. Sein Vater wurde im Vernichtungslager Maly Trostinez ermordet. Er besuchte das humanistische Goethe-Gymnasium Frankfurt und studierte ab 1920 Jura an der Universität Gießen, wo er 1924 promoviert wurde. Von 1926 bis 1929 und von 1930 bis 1933 studierte er Kunstgeschichte und Philosophie in Leipzig und Hamburg und wurde 1933 in Hamburg bei Erwin Panofsky mit einer Dissertation über die Psychomachia promoviert. Wegen seiner jüdischen Herkunft fand er nach der Machtübergabe an die Nationalsozialisten 1933 als Jurist und als Kunsthistoriker keine Anstellung und lebte als Privatgelehrter aus dem Familienvermögen.
Er heiratete 1935 die Schweizer Klavierlehrerin Elisabeth Holzheu (1904–1983), das Paar hatte zwei Kinder. Bei den Novemberpogromen 1938 wurde er misshandelt und drei Wochen lang im KZ Dachau inhaftiert. Durch Intervention des Schweizer Kunstsammlers Oskar Reinhart kam er frei und flüchtete in die Schweiz und von dort über England in die USA.
Erwin Panofsky und Walter S. Cook (Walter William Spencer Cook; 1888–1962) von der New York University halfen ihm bei der Jobsuche, und Katzenellenbogen wurde 1940 am Vassar College in Poughkeepsie Visiting Lecturer, 1943 Assistant Professor, 1947 Associate Professor und 1953 Professor. 1946 erhielt er die US-amerikanische Staatsbürgerschaft. 1956 wurde er Visiting Professor am Smith College und ab 1958 hatte er eine Professur an der Johns Hopkins University in Baltimore inne. Dort baute er den Studiengang für Kunstgeschichte zu einem führenden in den USA aus. Der spätere Rembrandt-Spezialist Gary Schwartz war einer seiner Studenten. Die Universität Freiburg im Breisgau lud Katzenellenbogen 1963 zu einer Gastprofessur ein.

## Schriften (Auswahl)
- Die Psychomachie in der Kunst des Mittelalters von den Anfängen bis zum 13. Jahrhundert. Hamburg, 1933 Hamburg, Phil. Diss., ms.
- Allegories of the virtues and vices in mediaeval art : from early Christian times to the thirteenth century. Übersetzung Alan J. P. Crick. London 1939; Norton, New York 1964.
- The Central Tympanum at Vézelay: Its Encyclopedic Meaning and Its Relation to the First Crusade. In: Art Bulletin, 1944, S. 141–151.
- The sculptural programs of Chartres cathedral : Christ, Mary, Ecclesia. Johns Hopkins Press, Baltimore 1959.